# パトリス・ルコントの大喝采
パトリス・ルコントの大喝采（だいかっさい、原題：Les Grands Ducs）は、1996年に公開されたフランスのコメディ映画。パトリス・ルコント監督。出演はジャン=ピエール・マリエル、フィリップ・ノワレ、ジャン・ロシュフォールなど。

## あらすじ
ジョルジュ・コックス、エディ・カルパンティエ、ヴィクトール・ヴィアラの三人は、初老を迎えたうだつの上がらない役者たちである。エディはいくつもの公演を掛け持ちし、せわしなく動き回る毎日を送っていた。ヴィクトールはしばらく舞台から遠ざかっていたが、カムバックの機会を着々と狙っている。ジョルジュは病弱な孫と一緒に、パリで静かに暮らしていた。
そんな三人が偶然再会。彼らは興行師シャビロンが「スクビドゥー」という喜劇に出演させる俳優を探しているという話を聞きつけて自分たちを売り込み、地方巡業の座組に加わる事となる。だが三人揃って酷い演技をするので主演のカルロが激怒して別の俳優と交代させられそうになる。
一方でシャビロンは莫大な借金を抱えており、興行を失敗させて保険金を手に入れようと企んでいた。

## キャスト
※括弧内は日本語吹替
- ジョルジュ・コックス：ジャン＝ピエール・マリエール（大木民夫）
- エディ・カルパンティエ：ジャン・ロシュフォール（小島敏彦）
- ヴィクトール・ヴィアラ：フィリップ・ノワレ（石波義人）
- カルラ：カトリーヌ・ジャコブ（泉晶子）
- シャピロン：ミシェル・ブラン（秋元羊介）
- ジャンヴィエ：ジャック・マトゥー（長克巳）
- フランシス・マルソー：ジャック・ノロ（伊藤和晃）
- ジュリエット：クロチルド・クロ（藤枝成子）
- クレメンス：マリー・ピレ（磯辺万沙子）
- ハリー：アルベルト・デルピー（小関一）
- 監督：ルイ=マリー・オードゥベール（家中宏）

## 映像ソフト
- VHS
  - パトリス・ルコントの大喝采 - 1997年1月18日（ポニーキャニオン）

字幕版と吹替版の同時リリース。
- DVD
  - パトリス・ルコントの大喝采 -  2003年2月21日（タキコーポレーション）

VHSに収録されていた日本語吹替は未収録。